# IC 4538
IC 4538 est une galaxie spirale intermédiaire située dans la constellation de la Balance. Sa vitesse par rapport au fond diffus cosmologique est de 3 039 ± 12 km/s, ce qui correspond à une distance de Hubble de 44,8 ± 3,1 Mpc (∼146 millions d'al). Cette galaxie a été découverte par l'astronome américain Lewis Swift en 1895.
La classe de luminosité de IC 4538 est III et elle présente une large raie HI.
À ce jour, plus d'une dizaine de mesures non basées sur le décalage vers le rouge (redshift) donnent une distance de 31,025 ± 3,407 Mpc (∼101 millions d'al), ce qui est nettement à l'extérieur des valeurs de la distance de Hubble. Notons que c'est avec la valeur moyenne des mesures indépendantes, lorsqu'elles existent, que la base de données NASA/IPAC calcule le diamètre d'une galaxie et qu'en conséquence le diamètre d'IC 4538 pourrait être d'environ 42,3 kpc (∼138 000 al) si on utilisait la distance de Hubble pour le calculer.

## Groupe de NGC 5903
Selon A. M. Garcia IC 4538 fait partie du groupe de NGC 5903. Ce groupe de galaxies compte cinq membres. Les quatre autres membres du groupe sont NGC 5898, NGC 5903, ESO 514-3 et ESO 582-12.